# Песчаное (Херсонская область)
Песчаное (укр. Піщане) — село в Новокаховской городской общине Каховского района Херсонской области Украины.
Население по переписи 2001 года составляло 262 человека. Почтовый индекс — 74990. Телефонный код — 5549. Код КОАТУУ — 6510745305.

## Местный совет
74987, Херсонская обл., Новокаховский городской совет, пгт Днепряны, ул. 1 Мая, 7